# Vytautas Vidmantas Zimnickas
Vytautas Vidmantas Zimnickas (*  12. Januar 1956 in Uliūnai, Rajongemeinde Panevėžys; † 14. Juli 2020 in Vilnius) war ein litauischer Politiker.

## Leben
1970 absolvierte Zimnickas die Schule Uliūnai und 1974 das Politechnikum Vilnius, 1978 das Diplomstudium des Wirtschaftsingenieurwesens am Vilniaus inžinerinis statybos institutas und 1990 das Studium der internationalen Wirtschaftsbeziehungen an der Vilniaus universitetas.
Von 1973 bis 1975 leistete Zimnickas den Dienst in der Sowjetarmee. Von 1992 bis 1996 war er Mitglied im Seimas, 1996  Generaldirektor  im Unternehmen AB „Limeta“. 1999 leitete er Lietuvos futbolo federacija.
Von 2000 bis 2003 war er Mitglied im Stadtrat Panevėžys.
Ab 1993 war Zimnickas Mitglied von Lietuvos demokratinė darbo partija und danach der LSDP.